# ニューヨーク (THE HIGH-LOWSの曲)
「ニューヨーク」は、日本のバンドTHE HIGH-LOWSの17枚目のシングルである。2001年10月11日発売。発売元はユニバーサルミュージック。

## 概要
- アルバム『HOTEL TIKI-POTO』からのリカットシングル。
- PV監督は吉川貴司。

## 収録曲
1. ニューヨーク(6:11)
作詞・作曲：真島昌利、編曲：THE HIGH-LOWS
2. よろこびの歌(Nancy Mix)(4:11)
作詞・作曲：真島昌利、編曲：THE HIGH-LOWS
3. 天国野郎ナンバーワン (Live Version)(3:00)
作詞・作曲：真島昌利、編曲：THE HIGH-LOWS

## 収録アルバム

### ニューヨーク
- オリジナル『HOTEL TIKI-POTO』（2001年9月5日）

### よろこびの歌
- オリジナル『HOTEL TIKI-POTO』（2001年9月5日）
- ベスト『flip flop2』（2003年11月12日）
※Nancy Mix

### 天国野郎ナンバーワン (Live Version)
- ベスト『flip flop2』（2003年11月12日）